# Вкладені радикали
В алгебрі вкладеним радикалом називають радикал, що міститься в іншому радикалі. Наприклад
{\displaystyle {\sqrt {5-2{\sqrt {5}}\ }},}
або складніший приклад
{\displaystyle {\sqrt[{3}]{2+{\sqrt {3}}+{\sqrt[{3}]{4}}\ }}.}
Значення всіх вкладених радикалів називають виразни́ми в радикалах.

## Спрощення вкладених радикалів
Деякі вкладені радикали можна спростити. Наприклад:
{\displaystyle {\sqrt {3+2{\sqrt {2}}}}=1+{\sqrt {2}}\,,}
{\displaystyle {\sqrt[{3}]{{\sqrt[{3}]{2}}-1}}={\frac {1-{\sqrt[{3}]{2}}+{\sqrt[{3}]{4}}}{\sqrt[{3}]{9}}}\,.}
У загальному випадку спрощення є складною проблемою, якщо воно взагалі можливе. Коли {\displaystyle R={\sqrt {a^{2}-b^{2}c}}} раціональне, зробити спрощення дозволяє така формула:
{\displaystyle {\sqrt {a\pm b{\sqrt {c}}}}={\sqrt {\frac {a+R}{2}}}\pm {\sqrt {\frac {a-R}{2}}}.}
Наприклад,
{\displaystyle {\sqrt {a\pm {\sqrt {a^{2}-b^{2}}}}}={\sqrt {\frac {a+b}{2}}}\pm {\sqrt {\frac {a-b}{2}}}\quad (|a|\geq |b|).}
Зокрема, для комплексних чисел ({\displaystyle c=-1}):
{\displaystyle {\sqrt {a+bi}}=\pm \left({\sqrt {\frac {\left|z\right|+a}{2}}}+i\operatorname {sgn}(b){\sqrt {\frac {\left|z\right|-a}{2}}}\right),} де {\displaystyle \left|z\right|={\sqrt {a^{2}+b^{2}}}.}

## Нескінченно вкладені радикали

### Загальні положення
У деяких випадках нескінченно вкладені радикали можуть бути тотожними деякому раціональному числу, наприклад вираз
{\displaystyle x={\sqrt {2+{\sqrt {2+{\sqrt {2+{\sqrt {2+\cdots }}}}}}}}}
дорівнює 2. Для того щоб це побачити, піднеседемо обидві частини виразу до квадрата і віднімемо 2:
{\displaystyle x^{2}-2={\sqrt {2+{\sqrt {2+{\sqrt {2+\cdots }}}}}}=x};
{\displaystyle x^{2}-x-2=0};
{\displaystyle x_{1}=2,x_{2}=-1}.
Очевидно, що {\displaystyle -1} не може бути значенням вихідного радикала.

### Тривіальні випадки
- Для квадратного кореня:
{\displaystyle {\sqrt {a+b{\sqrt {a+b{\sqrt {a+b{\sqrt {a+b{\sqrt {\cdots }}}}}}}}}}={\frac {b+{\sqrt {b^{2}+4a}}}{2}}};
- Для кореня степеня {\displaystyle n}
{\displaystyle {\sqrt[{n}]{a+b{\sqrt[{n}]{a+b{\sqrt[{n}]{a+b{\sqrt[{n}]{a+b{\sqrt[{n}]{\cdots }}}}}}}}}}=x,}
де {\displaystyle x} є розв'язком рівняння {\displaystyle x^{n}-bx-a=0}.

### Нетривіальні випадки
- Формула Рамануджана:
{\displaystyle x+n+a={\sqrt {ax+(n+a)^{2}+x{\sqrt {a(x+n)+(n+a)^{2}+(x+n){\sqrt {a(x+2n)+(n+a)^{2}+(x+2n){\sqrt {\cdots }}}}}}}}}

### Окремі випадки
- Золотий перетин:
{\displaystyle \phi ={\sqrt {1+{\sqrt {1+{\sqrt {1+{\sqrt {\cdots }}}}}}}}}
- Пластичне число:
{\displaystyle \rho ={\sqrt[{3}]{1+{\sqrt[{3}]{1+{\sqrt[{3}]{1+{\sqrt[{3}]{\cdots }}}}}}}}}
- Число пі:
{\displaystyle {\frac {2}{\pi }}={\sqrt {\frac {1}{2}}}{\sqrt {{\frac {1}{2}}+{\frac {1}{2}}{\sqrt {\frac {1}{2}}}}}{\sqrt {{\frac {1}{2}}+{\frac {1}{2}}{\sqrt {{\frac {1}{2}}+{\frac {1}{2}}{\sqrt {\frac {1}{2}}}}}}}\cdots }